# Congosto

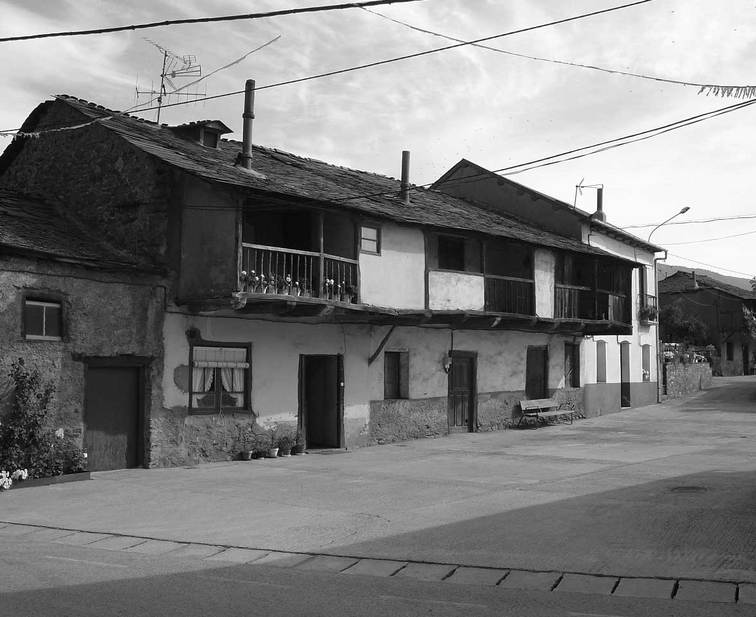
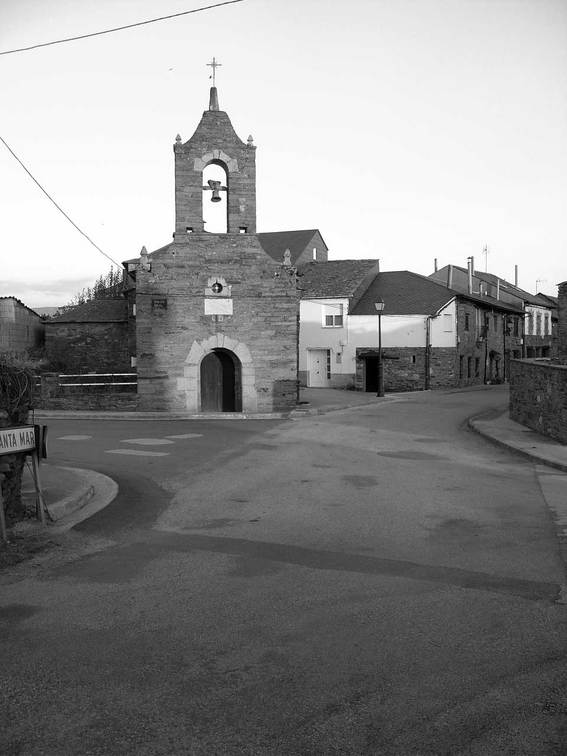
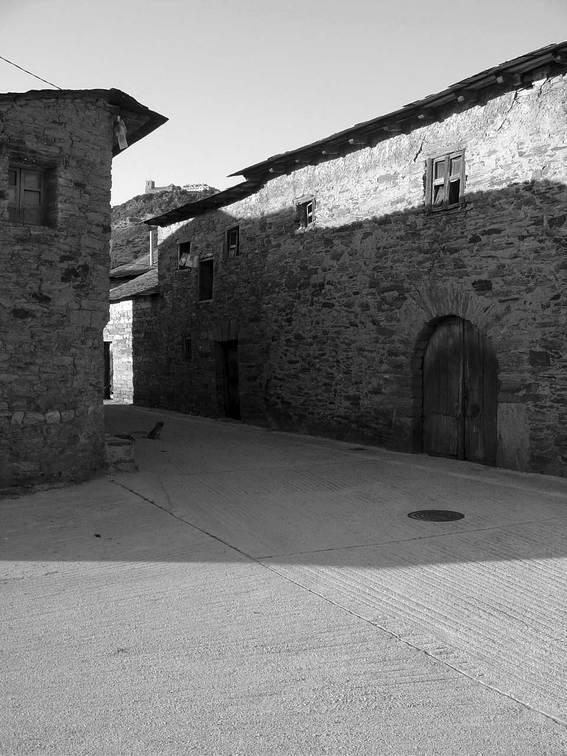

Congosto is een gemeente in de Spaanse comarca El Bierzo van de provincie León in de autonome regio Castilië en León met een oppervlakte van 36,81 km². Congosto telt 1.559 inwoners (1 januari 2016).